# Entekavir
Entekavir (okrajšano ETV) (INN) je protivirusna učinkovina za peroralno uporabo, ki se uporablja za zdravljenje okužbe s hepatitisom B. Na tržišču je pod zaščitenim imenom Baraclude (BMS).
Entekavir je nukleozidni analog gvanina, ki zavira reverzno transkriptazo in s tem podvojevanje in prepisovanje DNK v procesu virusne replikacije.  
Ameriški Urad za prehrano in zdravila je uporabo zdravila odobril marca 2005.

## Neželeni učinki
Pri uporabi entekavirja se pogosto pojavljajo naslednji neželeni učinki: glavobol, omotica, somnolentnost, nespečnost, bruhanje, driska, siljenje na bruhanje, dispepsija, povečane vrednosti transaminaz ter utrujenost. Občasno se pojavljata tudi izpuščaj in alopecija (izpadanje las). Poročali so tudi o primerih laktacidoze.